# Xiphonycteris
Xiphonycteris és un subgènere del gènere Mops de la família de ratpenats dels molòssids, que engloba 5 de les 15 espècies del gènere.

## Taxonomia
- Ratpenat cuallarg moçambiquès (Mops brachypterus)
- Ratpenat cuallarg pigmeu (Mops nanulus)
- Ratpenat cuallarg de Peterson (Mops petersoni)
- Ratpenat cuallarg de Spurrell (Mops spurrelli)
- Ratpenat cuallarg de Railer (Mops thersites)